# Snoop Dogg
Calvin Cordozar Broadus Jr., més conegut com a Snoop Dogg, (Long Beach, 20 d'octubre de 1971) és un raper, productor musical i actor estatunidenc d'origen afroamericà. És el "protegit" del productor Dr. Dre. Quan era nen, la seva mare l'anomenava Snoopy, per la qual cosa es va fer dir Snoop Doggy Dogg. Va canviar el seu nom a Snoop Dogg el 1996, després va deixar Death Row Records per signar per No Limit Records. Molts dels seus cosins, com ara RBX, Nate Dogg o Daz Dillinger, també són rapers i col·laboren amb Snoop en moltes ocasions. El 2015, va llançar un nou àlbum anomenat Bush, de nou sota el nom de Snoop Dogg. El 2018 va fer un canvi radical d'estil amb el llançament per primera vegada d'un àlbum de gospel (Bible of Love). Amb un patrimoni net de 150 milions de dòlars, Snoop Dogg és considerat un dels rapers més rics. A l'hora de rapejar, la seva veu dona la sensació de ser pesada i mandrosa. El seu estil és relaxat, pausat i tranquil. Sempre ha estat un amant de poder estar comunicat amb els seus seguidors.

## Biografia
Infància i adolescència

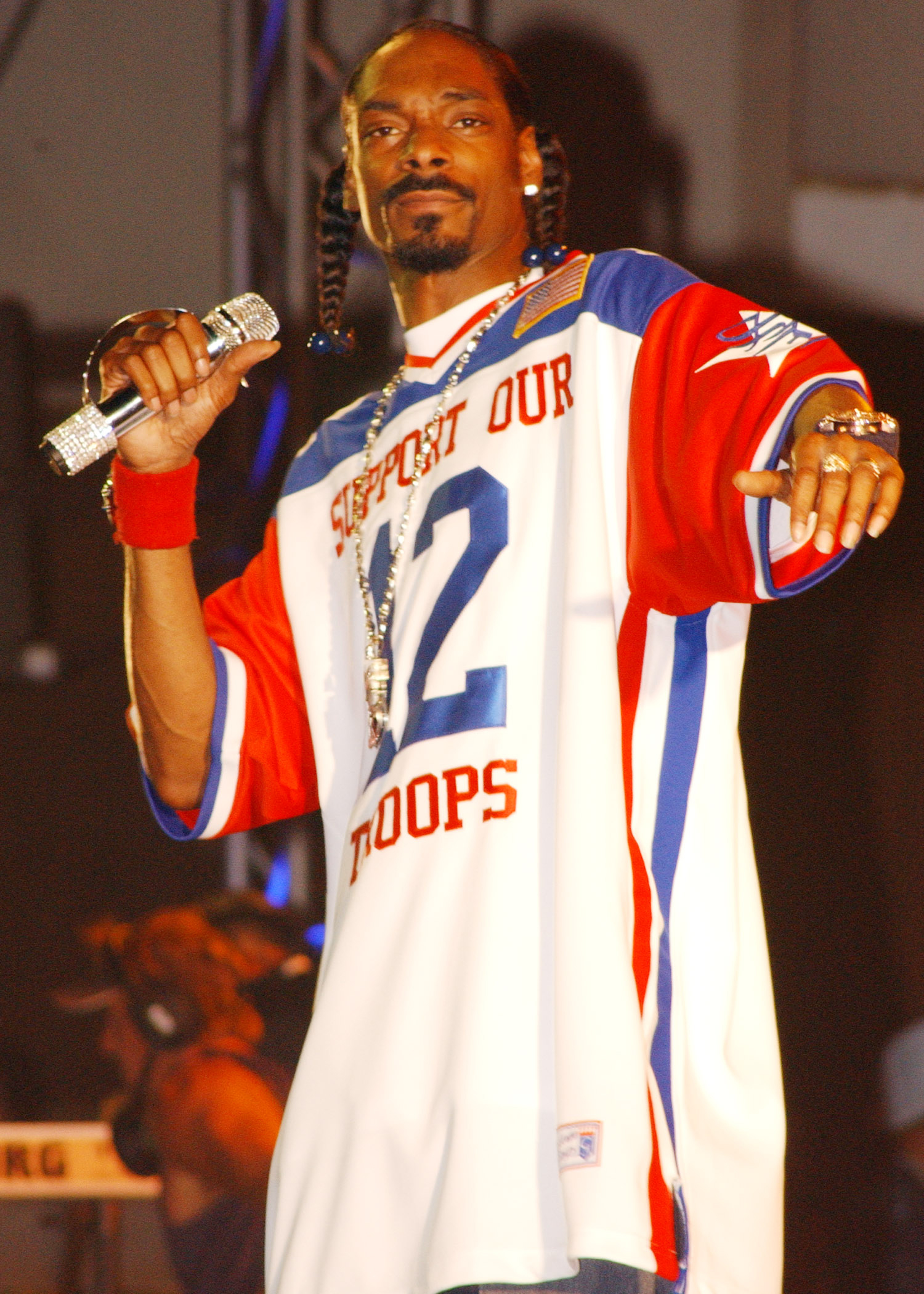
Snoop Dogg en viu, 2005

Va créixer en un barri pobre de Long Beach, va començar a rapejar. El nom de Snoop va ser el sobrenom que li va donar la seva mare a causa de la seva afició per la sèrie de còmics The Peanuts, en la qual li agradava especialment el personatge Snoopy. Va ser membre de la banda Crips Rollin' 20's Crips durant un temps. Va ser arrestat per primera vegada poc després d'acabar l'escola secundària per traficar amb cocaïna. En els anys següents, va ser detingut diverses vegades i va passar algun temps a la presó. A principis de la dècada de 1990, va decidir canviar de vida i treballar en el negoci de la música.

## Inici de la seva carrera musical
Abans de ser descobert pel Dr. Dre a principis de la dècada de 1990, ja havia gravat cançons sota el nom de 213 amb el seu cosí Nate Dogg i el germanastre de Dre, Warren G. 213 significa el codi telefònic de Long Beach. També va ser Warren G qui va deixar al Dr. Dre, que ja tenia èxit amb el grup N.W.A en aquell moment, una cinta de les seves pròpies cançons sobre el seu escriptori, que finalment va portar al contacte amb Snoop. 213 es van dissoldre quan Snoop Dogg i Nate Dogg van ser signats per Dr. Dre a Death Row Records i Warren G a Def Jam.
Snoop Dogg ja havia fundat el grup "Dogg Pound Gangsta Clicc" (D.P.G.C.) en la seva joventut. D.P.G.C. inclou alguns artistes de la Costa Oest com Daz Dillinger, Kurupt i Nate Dogg, així com RBX, The Lady of Rage, Bad Azz (un altre cosí de Snoop) i Soopafly. El 1995, el cosí de Snoop, Daz Dillinger, i el seu soci Kurupt van llançar l'àlbum Dogg Food sota el nom de "Tha Dogg Pound".

## Registres del corredor de la mort (1992–1997)
El 1992, Snoop va aparèixer a l'àlbum de Dr. Dre "The Chronic" amb algunes contribucions convidades. L'àlbum va tenir un impacte significatiu en el gènere musical de G-Funk. El 1993, Snoop va llançar el seu àlbum debut, Doggystyle. L'àlbum va vendre més de quatre milions de còpies només als Estats Units. Va ser també en aquesta època quan es va fer amic de Tupac Shakur.
L'agost de 1993, durant l'enregistrament de Doggystyle amb el Dr. Dre, Snoop Dogg va estar present en un altercat que va acabar amb el rodatge de Phillip Woldermarian. Woldermarian, membre d'una altra banda de Crips, havia buscat la seva pistola ficada al cinturó, cosa que va provocar que el guardaespatlles de Snoop Dogg, MyKinley Lee, li disparés. No obstant això, els fiscals van acusar Lee i Broadus de dur a terme l'anomenat tiroteig en cotxe. En la seva defensa, Broadus va contractar l'advocat Johnnie Cochran, que més tard va defensar Michael Jackson, O. J. Simpson i Tupac Shakur, entre d'altres. Snoop i el seu guardaespatlles van ser absolts perquè el tribunal va reconèixer la situació d'autodefensa. El judici es va allargar durant tres anys i va afectar el treball de Snoop Dogg en un nou àlbum, que finalment va ser llançat el 1996 sota el títol Tha Doggfather.

## 1998–2001: "No Limit Records"
Després va venir un canvi en la carrera de Snoop Doggy Dogg: es va separar del Dr. Dre (ara començant el seu propi segell, Aftermath), va abandonar el "Doggy" del seu nom perquè els drets del seu nom anterior eren propietat de Death Row Records, i va signar amb el magnat del rap de Nova Orleans, Master P, el segell del qual "No Limit Records". Aquí va publicar un total de tres àlbums. El 1998, es va llançar Da Game Is to Be Sold, Not to Be Told, un àlbum de rap més comercial amb diverses aparicions com a convidat del segell No Limit. L'àlbum va debutar al número 1 de les llistes i va ser certificat platí (com tots els àlbums de Snoop Dogg fins llavors).

Nou mesos més tard, No Limit Top Dogg, el seu segon àlbum, va ser llançat per No Limit. Amb convidats com Warren G, Suga Free, Mausberg, Goldie Loc i Nate Dogg i la producció del veterà DJ Quik de la costa oest, el Dr. Dre i Meech Wells, l'àlbum va tornar a ser un èxit comercial. Amb l'O. G. Tray Deee i el seu col·lega Goldie Loc, Snoop Dogg va llançar dos àlbums el 2000 i el 2001 com "Tha Eastsidaz": First Snoop Dogg Presents: Tha Eastsidaz i després Duces n Trayz: The Oldfashioned Way. Amb produccions de Battlecat i Soopafly, aquests àlbums també van permetre a G-Funk viure. A més, set anys després que The Chronic Dr. El segon àlbum en solitari de Dre l'any 2001, en el qual Snoop Dogg va aparèixer quatre vegades, incloent-hi els exitosos senzills Still D.R.E. i The Next Episode feat. Nate Dogg.
L'any 2000, Snoop va llançar el seu tercer i últim àlbum a No Limit Records. Estilísticament, Tha Last Meal no tenia gairebé res a veure amb No Limit. Les actuacions d'artistes com Kokane, Suga Free, Tha Eastsidaz, Bad Azz i Lil 1/2 Dead ho il·lustren. El primer només es pot escoltar com a cantant en aquest àlbum i apareix en diversos temes. També el Dr. Dre va tornar a aportar algunes produccions. L'autobiografia de Snoop Dogg, Tha Doggfather, es va publicar el 2001.

## 2002–2005: Col·laboració amb The Neptunes
Aquest any, Snoop Dogg va patir alguns contratemps musicals: "Tha Dogg Pound" es va dissoldre perquè Kurupt va tornar a la companyia discogràfica de Suge Knight, Death Row. El grup de rap femení de Snoop "Doggy's Angels" també li va portar poc èxit. No hi hauria més àlbum "Tha Eastsidaz", perquè Tray Deee (a la presó, condemnat fins al 2012) va acusar Snoop de no pagar-li drets d'autor dels àlbums venuts.
A finals de 2002 va tornar amb Paid tha Cost to Be da Bo$$ a través del seu segell Doggy Style Records and Priority Records (EMI). El senzill "Beautiful", produït per "The Neptunes", va arribar al número 6 de les llistes. En els dos anys següents, va llançar deu mix-tapes de carrer amb DJ Sycamore i Soopafly titulats Welcome 2 tha Chuuch. En aquest moment de la seva carrera, Snoop Dogg havia desfet la seva imatge de gàngster i havia establert una imatge de "proxeneta" al seu lloc.
Després de dotze anys com a raper d'èxit comercial, Snoop va aconseguir complir el seu somni d'infància a l'agost de 2004: juntament amb els seus amics Nate Dogg i Warren G, que mentrestant també havien aconseguit èxit mundial, van llançar l'àlbum The Hard Way com a 213 a través de TVT Records. Tot i que va debutar al número 4 de les llistes, no va poder romandre gaire temps a les llistes.
Quatre mesos més tard, va seguir el setè àlbum en solitari de Snoop, R&G (Rhythm & Gangsta): The Masterpiece about doggy style/Star Trak/Geffen. Star Trak és la companyia discogràfica dels productors The Neptunes (Pharrell Williams & Chad Hugo), i l'èxit del senzill de l'últim àlbum Beautiful semblava haver impulsat a Snoop a continuar treballant amb ells. El senzill Drop It Like It's Hot feat. Pharrell Williams va arribar al número 1 de les llistes durant cinc setmanes. No obstant això, aquest àlbum no va satisfer la majoria dels antics fans de Snoop: massa convidats de la música pop i la manca d'un so que recordés a la Costa Oest van donar lloc a crítiques.
Daz Dillinger i Kurupt van enterrar la seva disputa el 2005 i van fer una gira pels Estats Units juntament amb Snoop Dogg, The Game i Soopafly. El fundador de la banda Crips, Stanley "Tookie" Williams, no va ser indultat després de 25 anys a la presó malgrat les súpliques dels seus advocats i finalment va ser executat per injecció letal el 13 de desembre de 2005. Snoop Dogg, que havia organitzat manifestacions contra una execució juntament amb Jamie Foxx, va llançar el sampler del segell Welcome 2 Tha Chuuch: Tha Album el mateix dia a través de Doggystyle Records. El senzill "Real Soon feat. Daz, Kurupt & Nate Dogg" no només va ser la primera cançó de D.P.G.C. junts en molt de temps, sinó també una cançó per a Tookie Williams.

## 2006: Problemes als aeroports
El 27 d'abril de 2006, Snoop Dogg va ser arrestat a l'aeroport londinenc de Heathrow després que el raper i el seu seguici de 30 persones no poguessin entrar al saló de primera classe de British Airways i van patir una batussa. A l'audiència del maig, a Snoop Dogg se li havia de prohibir l'entrada a Anglaterra de per vida. La prohibició d'entrada es va aixecar el 2008.
El 29 d'octubre de 2006, va ser trobat a l'aeroport de Hollywood Burbank a Burbank, comtat de Los Angeles, durant una parada aleatòria amb una pistola i marihuana per un delicte d'aparcament i va ser arrestat de nou, però posteriorment va ser alliberat sota fiança de 35.000 dòlars.

## 2006-2012: Reunió de Dogg Pound
El juny de 2006 es va publicar l'àlbum de reunió de Dogg Pound Cali Iz Active amb productors de la Costa Oest com Battlecat i Soopafly, però també amb Swizz Beatz o David Banner i compta amb Lady of Rage, RBX, David Banner i P. Diddy, entre d'altres. Les vendes van ser moderades.
Snoop Dogg va formar dos nous grups de rapers de la Costa Oest. D'una banda, "The Warzone", formada per Goldie Loc, MC Eiht i Kam. D'altra banda, la "Western Union" amb Soopafly, Damani i Bad Lucc. Els va fitxar tots dos pel seu segell discogràfic Doggystyle Records.
El primer senzill de l'àlbum Tha Blue Carpet Treatment és la cançó Vato amb B-Real. El segon senzill es titula That's That Shit (amb R. Kelly). El tercer i el quart s'anomenen Candy and Boss' Life. Boss' Life compta amb Akon cantant a l'àlbum, però Akon va ser substituït per Nate Dogg per al senzill i el vídeo, ja que Akon es va negar a participar-hi a causa de la seva companyia discogràfica. El 2006, els seus ingressos es van estimar en 17 milions de dòlars i el seu patrimoni net va ser de 170 milions de dòlars.
Snoop Dogg va col·laborar per primera vegada amb Nas el 2006 en un tema del seu àlbum Hip Hop Is Dead. També va produir una recopilació anomenada The Big Squeeze sota el pseudònim del seu productor Niggaracci, en la qual només es podien trobar temes de rapers de la Costa Oest.
El novembre de 2007, Snoop Dogg va anunciar el llançament del seu nou àlbum Ego Trippin per al març de 2008. Snoop Dogg també va anunciar que no hi hauria aparicions com a convidat en aquest àlbum. L'estrena del vídeo del primer senzill Sexual Eruption (or Sensual Seduction) va ser llançat el 28 de novembre de 2007 a TRL.
El 2009, Snoop Dogg es va convertir en president creatiu de Priority Records. El seu desè àlbum d'estudi, Malice n Wonderland, va ser llançat el 8 de desembre del mateix any. El primer senzill, "Gangsta Luv", només va arribar al número 35 del Billboard Hot 100, i l'àlbum es va convertir en l'àlbum més venut de tota la seva carrera.
El 2010, Snoop Dogg va aparèixer com a músic convidat en diverses cançons, incloent California Gurls de Katy Perry, Seat Change de Curren$y i Get 'em Girls de Jessica Mauboy. El 2011, va fer una altra aparició com a convidat a Turtleneck & Chain de The Lonely Islands.
En una entrevista en vídeo al setembre de 2010, Snoop Dogg va confirmar que estava a l'estudi amb el productor Swizz Beatz. L'àlbum, titulat Doggumentary, es va publicar el març de 2011 i ha arribat al número 8 de les llistes Billboard.

## 2012-2014: Reencarnat
Després d'una estada a Jamaica, Broadus va anunciar a l'estiu de 2012 que volia llançar un àlbum de reggae. L'àlbum havia d'anar acompanyat d'un documental del mateix nom sobre la seva "experiència Jamaica". Per a aquest i qualsevol altre projecte futur, va triar un nou nom artístic, Snoop Lion. Broadus va dir als periodistes que havia estat batejat amb aquest nom per un sacerdot rastafari.
El primer senzill de l'àlbum, Reincarnated, es titula La La La (en una versió reelaborada per Ken Boothe Artibella) i va ser produït per Diplo i Major Lazer. L'àlbum es va publicar el 23 d'abril de 2013 i la pel·lícula el 21 de març del mateix any.

Al setembre de 2012, Broadus va publicar un disc de música electrònica, Loose Joise, sota el pseudònim DJ Snoopadelic. Va destacar especialment la influència del Funkadèlic de George Clinton. En una entrevista, quan se li va preguntar sobre els seus noms artístics, va dir:
"Snoop Lion, Snoop Dogg, DJ Snoopadelic, només saben una cosa: fer música que sigui atemporal i que esclati".

## 2015-2017: Bush, Coolaid i Neva Left
El 2015, va reeditar l'àlbum Bush, produït íntegrament per Pharrell Williams, sota el nom de Snoop Dogg.
El 2016 es va publicar l'àlbum Coolaid per a la pel·lícula del mateix nom i el 2017 l'àlbum Neva Left, a la portada del qual es pot veure Snoop Dogg el 1992.

## 2018 a 2021: Bíblia de l'amor, vull donar-me les gràcies i des dels carrers 2 tha Suites
El 2018 es va publicar un àlbum de gospel titulat Bible of Love. Al març de 2019, Snoop va anunciar el seu nou àlbum, I Wanna Thank Me, amb contribucions convidades de Chris Brown i Swizz Beatz. L'àlbum From tha Street's 2 tha Suites es va publicar l'abril de 2021. A finals del 2021, es va publicar l'àlbum recopilatori Algorithm després que Snoop Dogg fos nomenat consultor executiu de Def Jam.

## 2022 fins a l'actualitat: Super Bowl Halftime Show i BODR
El 13 de febrer de 2022, Snoop Dogg va aparèixer al costat del Dr. Dre, Eminem, Mary J. Blige i Kendrick Lamar al Super Bowl LVI Halftime Show.
El febrer de 2022, Snoop Dogg va adquirir el segell Death Row Records de MNRK Music Group i Blackstone per una suma no revelada. Els termes del contracte de compra no van ser revelats. Té previst reactivar l'etiqueta, que no s'utilitzava des de la seva insolvència el 2006.
Fins i tot abans de l'anunci, va anunciar el seu nou àlbum BODR ("Bacc On Death Row") a través d'Instagram com el seu tercer àlbum d'estudi al segell després d'un parèntesi de 26 anys, que inclou col·laboracions amb Nas, The Game i T.I.

## Altres activitats
El 2000, Snoop (com a "Michael J. Corleone") va dirigir "Doggystyle" de Snoop Dogg, una pel·lícula pornogràfica produïda per Hustler. Aquesta pel·lícula combina hip-hop amb material per a adults i va ser un èxit comercial. La pel·lícula va guanyar el premi al "Llançament més venut de l'any" als Premis AVN el 2002. Esperonat per aquest èxit, Snoop també va dirigir Hustlaz: Diary of a Pimp de Snoop Dogg el 2002, aquesta vegada utilitzant el sobrenom de "Snoop Scorsese".
Snoop va intentar establir-se com a actor (Baby Boy, Starsky & Hutch, Training Day, Bones, Soul Plane). A més, va estar involucrat com a home de negocis, per exemple, amb el seu propi model Cadillac ("Snoop De Ville"), figures d'acció de Snoop Dogg, la seva empresa de roba "Snoop Dogg Clothing" i una empresa de distribució de monopatins (Snoop Dogg Boarding Company), que va fundar juntament amb el seu germà. A més, va fundar la marca de roba Rich & Infamous en col·laboració amb Christian Audigier.
Va ser l'amfitrió dels MTV Europe Music Awards 2007 a Munic, Alemanya. Al març de 2008, va fer una aparició a WWE Wrestlemania 24; va presentar el matx Playboy-Bunnymania com a mestre de cerimònies. El 2008, el raper nord-americà va cantar l'exitosa cançó alemanya "Schön ist es auf der Welt zu sein" de Roy Black en un anunci de Vybemobile. El 2 de juliol de 2005 va actuar en el segon concert benèfic Live 8 a Londres, iniciat per Bob Geldof. El 7 de juliol de 2007, va actuar al "Live Earth d'Al Gore" a Hamburg.
El 2012, Snoop va col·laborar amb Epic Lloyd i Nice Peter en la cançó Moses vs Santa Claus (feat. Snoop Dogg) com a part de lEpic Rap Battles of History, que es va publicar a YouTube i iTunes el desembre d'aquell any. Al gener de 2019, es va anunciar que Snoop actuava com a anunciant i inversor de Klarna. Des del maig del 2021 apareix juntament amb Martha Stewart com a mitjà publicitari per a encenedors del Grup BIC, en al·lusió a la seva coneguda afinitat pels intoxicants.

## Privat

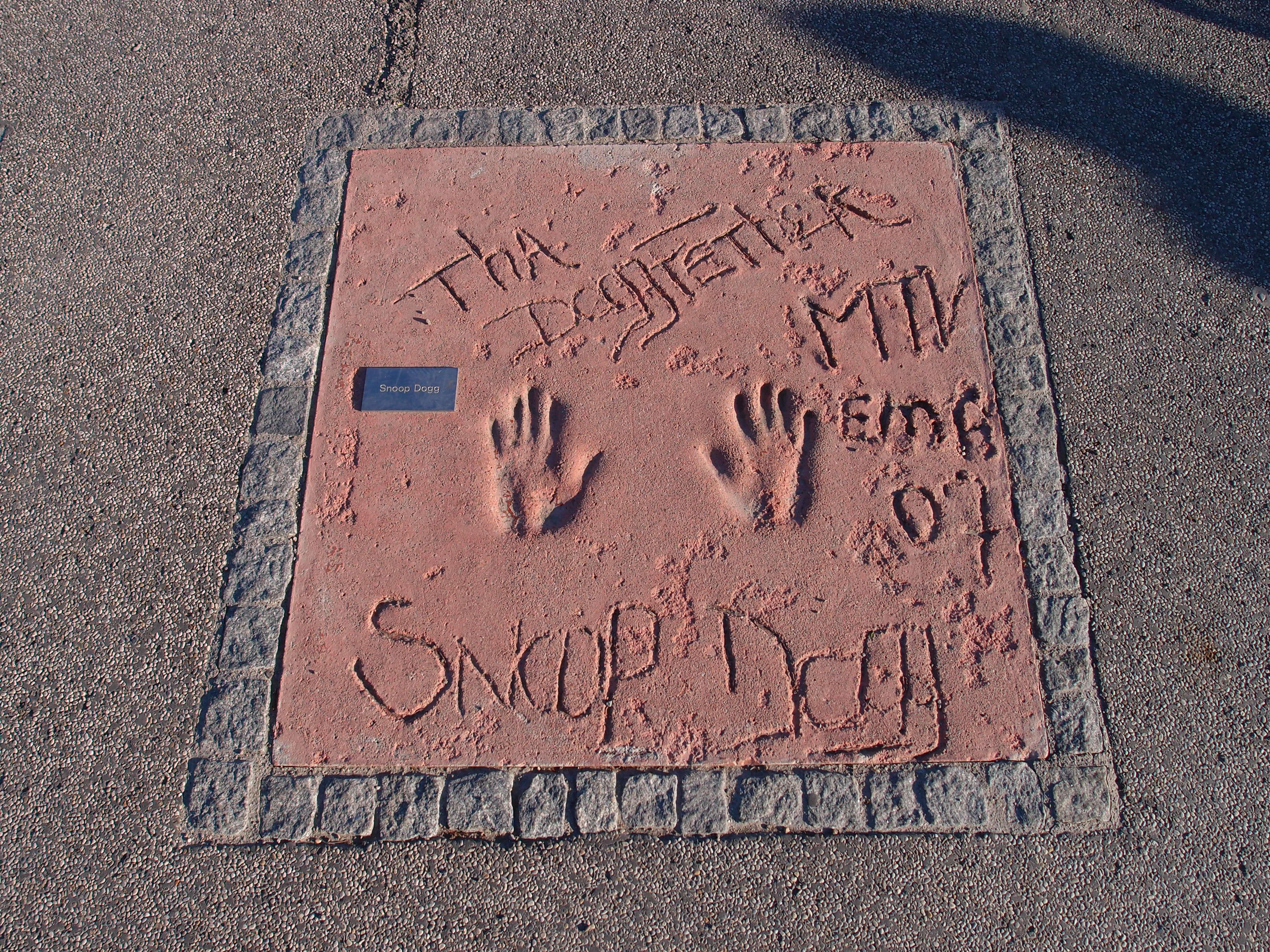
SnoopDogg a Munic

Snoop Dogg està casat amb Shante Taylor des del 12 de juny de 1997 i té dos fills i una filla. Viu a Long Beach. Al març de 2009, va prometre la seva lleialtat a la Nació de l'Islam. És fan dels Seattle Seahawks, els Pittsburgh Steelers i Los Angeles Lakers. El seu cosí és el lluitador de la WWE Sasha Banks.

## Càrrecs d'abús sexual
El febrer del 2022, Snoop Dogg va ser acusat d'abús sexual. Una ballarina va afirmar que el músic l'havia obligat a practicar sexe oral en un lavabo el 2013. Snoop Dogg va negar les acusacions.

## Connexions CRIPS i problemes legals
Snoop Dogg va ser membre de la banda Rollin' 20's Crips en la seva joventut. A la tardor del 2006, dues persones que l'havien acompanyat a una actuació van ser detingudes i van admetre ser membres de la banda, segons la policia. Els tribunals van prohibir al raper contractar persones amb antecedents penals o afiliació a bandes com a guardaespatlles o conductors.
El 2016, un membre dels Rollin' 20's Crips va criticar Snoop Dogg per no preocupar-se per la joventut de Long Beach i explotar la seva reputació per vendre discos. Durant la seva aparició a la Super Bowl 2022, Snoop Dogg va portar un xandall blau i groc que representava el simbolisme dels Rollin' 20's Crips. Va ballar l'anomenat passeig crip.
Broadus va ser arrestat el juliol de 1993, octubre de 2006 i novembre de 2006 per possessió d'una pistola. Snoop Dogg és un consumidor declarat de marihuana. La possessió de la substància l'ha posat en problemes amb la policia en diverses ocasions. Noruega va tenir prohibida l'entrada al país del 2012 al 2014 a causa de la possessió de marihuana i diners en efectiu no declarats a l'entrada.

## Premis
A l'abril de 2016, Snoop Dogg es va convertir en el primer músic a ser inclòs al Saló de la WWE Hall of Fame. El 9 de novembre de 2018 va ser honrat amb la 2649a estrella al Passeig de la Fama de Hollywood.

## Discografia

### Àlbums d'estudi
- 1993: Doggystyle (Death Row Records) #1 US (3 setmanes), #38 UK (Arnold John & Raman Jaswal)
- 1996: Tha Doggfather (Death Row Records) #1 US (1 setmana), #15 UK
- 1998: Da Game Is to Be Sold Not to Be Told (No Limit Records / Priority Records) #1 US (2 setmanes), #28 UK
- 1999: No Limit Top Dogg (No Limit Records) #2 US
- 2000: Tha Last Meal (No Limit Records) #4 US, #62 UK
- 2002: Paid tha Cost to Be da Bo$$ (Doggystyle Records) #12 US
- 2004: R&G (Rhythm & Gangsta) The Masterpiece (Doggystyle Records/Star Trak/Geffen) #6 US, #12 UK2
- 2006: The Blue Carpet Treatment (Doggystyle Records/Koch Records)

### Àlbums de compilació
- 2000: Dead Man Walkin (Death Row Records) #24 US
- 2002: Snoop Dogg Presents... Doggy Style Allstars, Welcome to tha House Vol. 1 (Doggystyle Records) #19 US.
- 2005: Welcome to tha Chuuch - Da Album (Doggystyle Records/Koch Records)

### Àlbums de col·laboració
- 1995: Dogg Food (amb Tha Dogg Pound) (Death Row Records/Interscope Records) #1 US
- 2000: Snoop Dogg Presents Tha Eastsidaz (amb part de Tha Eastsidaz) (Doggystyle Records) #8 US
- 2001: Duces 'N Trayz: The Old Fashioned Way (amb part de Tha Eastsidaz) (Doggystyle Records/TVT Records) #4 US
- 2004: The Hard Way (amb part de 213) (TVT Records) #4 US
- 2006: Cali Iz Active (amb Tha Dogg Pound) (Doggystyle Records) (anunciat)

### Bandes sonores produïdes
- 1994: Murder Was The Case (Death Row Records) #1 US
- 1999: Smokefest Underground (Lock Down Productions)
- 2001: The Wash (coproduïda per Dr. Dre) (Aftermath Entertainment / Doggystyle Records / Interscope Records) #19 US
- 2001: Bones (Doggystyle Records) #39 US

### Grans èxits
- 2001: Death Row: Snoop Doggy Dogg At His Best (Death Row's Greatest Hits) (Death Row Records) #28 US
- 2003: Tha Dogg: Best of the Works (Death Row Records)
- 2005: Snoopified (Priority Records) #121 US, #50 UK
- 2012: Young, Wild And Free (Atlantic Records)

## Filmografia
- 1994: Murder Was the Case (Platinum)
- 1998: Caught Up
- 1998: Half Baked (cameo)
- 1998: Da Game of Life
- 1998: Hot Boyz
- 1998: Ride
- 1999: Whiteboyz
- 1999: Urban Menace
- 2000: Tha Eastsidaz
- 2000: Up in Smoke Tour
- 2001: Baby Boy
- 2001: Training Day
- 2001: King of the Hill (veu)
- 2001: Bones
- 2001: The Wash
- 2003: El més buscat de Malibú (Malibu's Most Wanted)
- 2003: Old School
- 2004: Starsky i Hutch (Starsky & Hutch)
- 2004: Soul Plane
- 2004: Volcano High
- 2005: Boss'N Up
- 2005: Heroi de ratlles  (Racing Stripes) (veu)
- 2006: The Tenants
- 2006: Weeds (ell mateix)
- 2006: Hood of Horror
- 2007: Arthur and the Minimoys (veu)
- 2007: Monk
- 2007: The Boondocks (TV)
- 2008: Singh Is Kinng (ell mateix)
- 2008: Snoop Dogg's Father Hood (ell mateix)
- 2009: Futurama: Into the Wild Green Yonder (veu)
- 2009: Dogg After Dark: ell mateix
- 2009: Xavier: Renegade Angel (veu)
- 2009: Brüno (cameo)
- 2009: Falling Up
- 2010: Down for Life
- 2010: One Life to Live (com a Calvin Broadus)
- 2010: 30 for 30 (ell mateix)
- 2010: Freaknik: The Musical
- 2010: Big Time Rush